# Park Bogucki w Katowicach

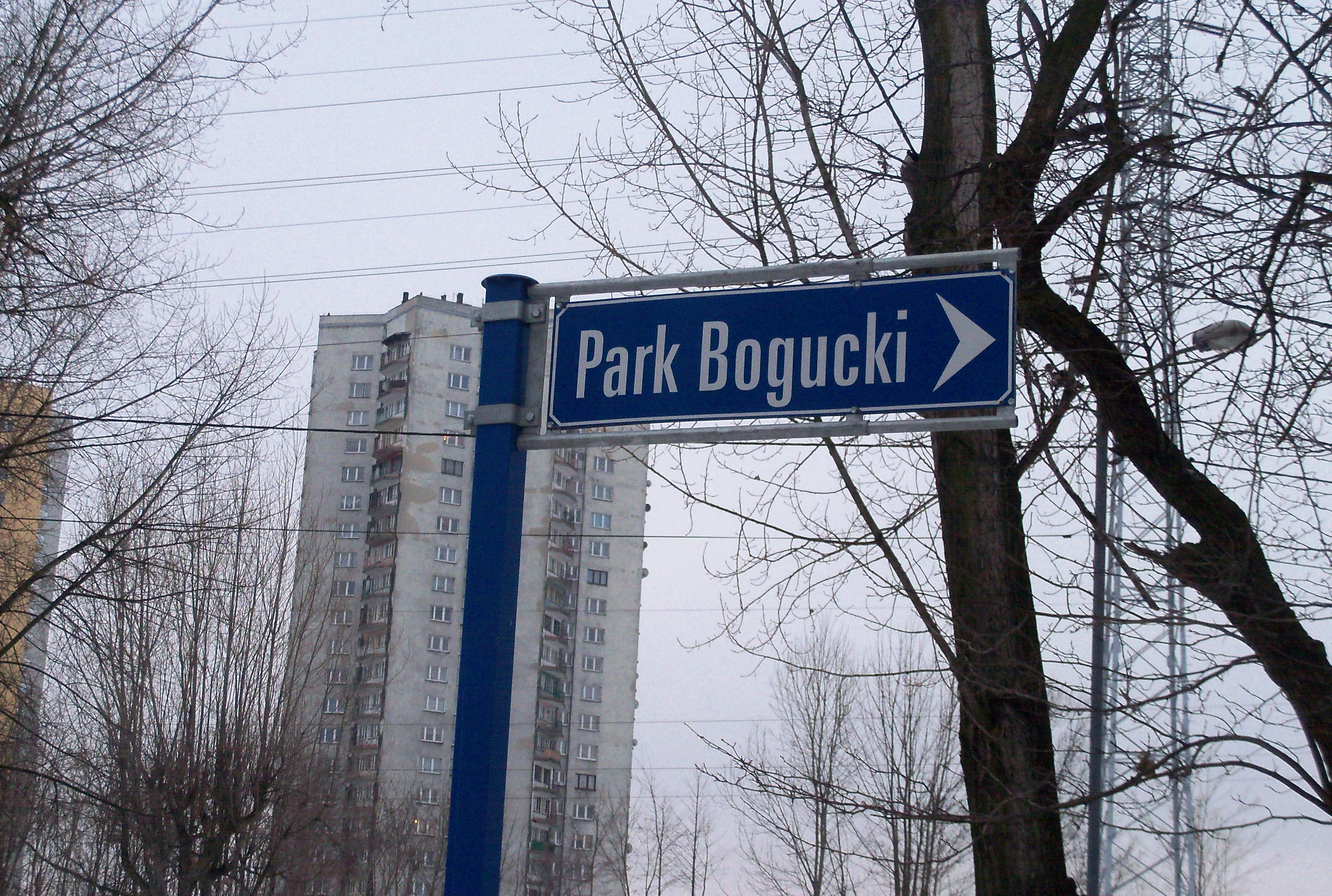
Park Bogucki − tabliczka

Lokalizacja Parku Boguckiego na mapie Katowic

Park Bogucki w Katowicach (nazywany także parkiem Bogucickim) − park położony w katowickiej dzielnicy Bogucice, usytuowany pomiędzy ulicami Kopalnianą, księdza Franciszka Ścigały i Nadgórników.
Park Bogucki posiada powierzchnię 3,78 ha. Jest to teren zieleni urządzonej, zajmujący obszar 4,18 ha, pełniący rolę parku o znaczeniu dzielnicowym. Na terenie parku organizowane są imprezy dzielnicowe, znajdują się tam place zabaw oraz mały amfiteatr. Planowane jest utworzenie obszaru ogrodów (tereny dawnej KWK Katowice), łączących tereny budowanej nowej siedziby NOSPR oraz nowej siedziby Muzeum Śląskiego z parkiem Boguckim.
Nazwa park Bogucki została wprowadzona uchwałą Rady Miasta Katowice nr LXIII/1274/10 z 30 sierpnia 2010, chociaż nazwa ta była używana potocznie już wcześniej. Przez park biegnie Szlak Historii Górnictwa Górnośląskiego.
Tereny parkowe w tym miejscu istniały już w dwudziestoleciu międzywojennym.